# Cheppy
Cheppy és un municipi francès situat al departament del Mosa i a la regió del Gran Est. L'any 2007 tenia 130 habitants.

## Demografia

### Població
El 2007 la població de fet de Cheppy era de 130 persones. Hi havia 52 famílies, de les quals 12 eren unipersonals (8 homes vivint sols i 4 dones vivint soles), 28 parelles sense fills i 12 parelles amb fills.
La població ha evolucionat segons el següent gràfic:
Habitants censats

### Habitatges
El 2007 hi havia 75 habitatges, 58 eren l'habitatge principal de la família, 10 eren segones residències i 7 estaven desocupats. 74 eren cases i 1 era un apartament. Dels 58 habitatges principals, 51 estaven ocupats pels seus propietaris, 6 estaven llogats i ocupats pels llogaters i 1 estava cedit a títol gratuït; 1 tenia dues cambres, 11 en tenien tres, 19 en tenien quatre i 26 en tenien cinc o més. 52 habitatges disposaven pel capbaix d'una plaça de pàrquing. A 22 habitatges hi havia un automòbil i a 27 n'hi havia dos o més.

### Piràmide de població
La piràmide de població per edats i sexe el 2009 era:
| Homes | Edats   | Dones |
| ----- | ------- | ----- |
| 0     | 95 o +  | 0     |
| 0     | 90 a 94 | 0     |
| 0     | 85 a 89 | 4     |
| 0     | 80 a 84 | 8     |
| 0     | 75 a 79 | 8     |
| 0     | 70 a 74 | 0     |
| 4     | 65 a 69 | 4     |
| 4     | 60 a 64 | 4     |
| 4     | 55 a 59 | 0     |
| 0     | 50 a 54 | 0     |
| 24    | 45 a 49 | 8     |
| 8     | 40 a 44 | 12    |
| 4     | 35 a 39 | 12    |
| 0     | 30 a 34 | 0     |
| 4     | 25 a 29 | 0     |
| 8     | 20 a 24 | 0     |
| 4     | 15 a 19 | 4     |
| 4     | 10 a 14 | 8     |
| 4     | 5 a 9   | 0     |
| 0     | 0 a 4   | 0     |

## Economia
El 2007 la població en edat de treballar era de 79 persones, 57 eren actives i 22 eren inactives. De les 57 persones actives 53 estaven ocupades (26 homes i 27 dones) i 4 estaven aturades (4 homes). De les 22 persones inactives 11 estaven jubilades, 5 estaven estudiant i 6 estaven classificades com a «altres inactius».

### Ingressos
El 2009 a Cheppy hi havia 55 unitats fiscals que integraven 130 persones, la mediana anual d'ingressos fiscals per persona era de 16.388 €.

### Activitats econòmiques
Els 2 establiments que hi havia el 2007 eren d'empreses de serveis.
L'únic servei als particulars que hi havia el 2009 era un establiment de lloguer de cotxes.
L'any 2000 a Cheppy hi havia 12 explotacions agrícoles que ocupaven un total de 805 hectàrees.

## Poblacions més properes
El següent diagrama mostra les poblacions més properes.